# ميتش أوستين
ميتش أوستين (بالإنجليزية: Mitch Austin)‏ (3 أبريل 1991 بروتشديل في المملكة المتحدة - ) هو لاعب كرة قدم أسترالي في مركز الوسط. لعب مع سنترال كوست مارينرز وكامبريدج يونايتد ونادي ساوثبورت ونادي ستاليبريدج سيلتيك ولينكولن سيتي أف سي وBrackley Town F.C. ‏.

## وصلات خارجية
- ميتش أوستين على موقع قاعدة بيانات كرة القدم.إي يو (الإنجليزية)
- ميتش أوستين على موقع Soccerway.com (الإنجليزية)